# Ad uno ad uno... spietatamente
Ad uno ad uno... spietatamente (Uno a uno sin piedad) è un film del 1968, diretto da Rafael Romero Marchent.

## Trama
Bill Grayson è sulle tracce degli assassini del padre, un colonnello nordista ucciso con un'accusa infamante di un furto di una somma, ma in realtà ad ucciderlo è stato uno dei rapinatori.